# Gary Ray Bowles
Gary Ray Bowles (Clifton Forge, Virginia, 1962. január 25. – Florida Állami Börtön, 2019. augusztus 22.) amerikai prostituált, sorozatgyilkos, akit 2019-ben végeztek ki a Florida Állami Börtönben, mert 1994-ben hat LMBT férfit gyilkolt meg. A gyilkosságokat indoklása szerint azért követte el, mert a homoszexuálisokat okolta azért, hogy a barátnője elhagyta, mikor Gary Ray Bowles-ről kiderült, hogy prostituáltként keresett pénzt. Az amerikai sajtóban I-95 gyilkosként terjedt el a neve, mert a Interstate 95 autópálya mentén ölt.

## Életrajz
A virginiai Clifton Forge-ban született, de Rupert-ben, Nyugat Virginiában nőtt fel. Édesapja a születése előtt 6 hónappal elhunyt, anyja többször is újraházasodott. A második nevelőapja alkoholista volt és gyakran verte őt és a testvérét. A bántalmazások egészen 13 éves koráig folytatódtak, amikor is Gary vissza támadt a nevelőapjára, súlyosan megsebesítve őt.
Ezek után elszökött otthonról, mivel anyja a házasságát nem akarta felbontani. Járta az országot, stoppolt, legtöbbször az utcán aludt. Egyetlen bevételi forrása a prostitúció volt, s bár kizárólag férfi ügyfelei voltak, saját bevallása szerint heteroszexuális volt. Az évek során többször is letartóztatták prostitúció és lopás miatt.
Erőszakos viselkedése 1982-ben mutatkozott meg először. Az akkori barátnőjét egy veszekedést követően súlyosan megverte majd szexuális bántalmazta. A bíróság hat év börtönre ítélte az esetért, amit le is ült.

## Gyilkosságai
1994-ben kezdte el a keleti parti államokat átívelő gyilkosságsorozatát. Március és november között legalább hat férfival végzett Florida, Georgia és Maryland államokban. Többségüket halálra verte, de volt, akit a saját puskájával lőtt le. Áldozatait haláluk után kirabolta, és használta a személyazonosságukat. Az FBI feltette őt a 10 legkeretesebb bűnöző listájára, hogy minél hamarabb elkapják. Végül 1994. november 22-én fogták el az utolsó gyilkossága után.

### Áldozatai
- 1994 március 15: John Roberts (59) – Daytona Beach (Florida)
- 1994 április 14: David Alan Jarman (39) – Wheaton (Maryland)
- 1994 május 4: Milton Bradley (72) – Savannah (Georgia)
- 1994 május 13: Alverson Carter (47) – Atlanta (Georgia)
- 1994 május 18: Albert Morris (38) – Hilliard (Florida)
- 1994 november 16: Walter "Jay" Hinton (47) – Jacksonville (Florida)

## Tárgyalások, ítélet
A következő évek során mindegyik ismert floridai gyilkosságáért bíróság elé állt. 2001-re már többszörösen halálra ítélték. Végül ezen indok miatt a másik három áldozatáért nem állt bíróság elé.

Az ítélet-végrehajtásra  2019. augusztus 22-én került sor.